# 皇后廣場車站
皇后廣場車站（英語：Queens Plaza station）是美國紐約地鐵IND皇后林蔭路線的一個快車地鐵站，位於皇后廣場大型交匯處東緣的皇后廣場下方，設有E線（任何時候停站）、R線（任何時候停站（深夜除外））及M線（僅平日停站）列車服務。
雖然鄰近IRT法拉盛線和BMT阿斯托利亞線高架的皇后區廣場車站，兩站並無免費轉乘。

## 車站構造
| G        | 街道層                | 出入口                                                                                    |
| M        | 夾層                  | 閘機層、車站詢問處 升降機位於皇后廣場南及傑克遜大道西南角                                 |
| P 月台層 | 南行                  | 平日往百老匯交匯（ 深夜時往世界貿易中心）（法庭廣場-23街） · 往95街（萊辛頓大道/59街）    |
| P 月台層 | 島式月台，左/右側開門 |                                                                                           |
| P 月台層 | 南行快速              | 往世界貿易中心（法庭廣場-23街）                                                           |
| P 月台層 | 北行快速              | 往牙買加中心（除深夜外傑克遜高地-羅斯福大道、深夜時36街） · 平日往森林小丘-71大道（36街） |
| P 月台層 | 島式月台，左/右側開門 |                                                                                           |
| P 月台層 | 北行                  | 往森林小丘-71大道（36街）                                                                 |

與大部分紐約地鐵的快車站一樣，皇后廣場車站設有兩個島式月台和四條軌道，以在快慢車進行跨月台轉乘。
車站以西，M線列車（深夜時為E線列車）將由慢車軌道跨到快車軌道。R線列車則維持在慢車軌道上，並分支途經60街隧道和BMT百老匯線前往曼哈頓或經IND跨城線前往布魯克林。前往跨城線的連接線目前不營運，而60街隧道連接線則由R線列車使用。快車軌道繼續前往IND皇后林蔭路線，在長島市服務法庭廣場-23街，之後再通過53街隧道前往曼哈頓。
車站以東，M線列車（深夜時為E線列車）由快車軌道跨到慢車軌道。隧道變寬以致兩條快車軌道可以並排後，與北行快車軌道匯合。此軌道在11月和12月用作接續紐約交通博物館的假日列車。隧道之後再變寬容許IND 63街線上坡，容許列車與慢車或快車軌道匯合。

## 外部連結
- nycsubway.org—IND Queens Boulevard Line: Queens Plaza
- Station Reporter — E Train
- Station Reporter — R Train
- Station Reporter — M Train
- The Subway Nut — Queens Plaza Pictures （页面存档备份，存于）
- MTA's Arts For Transit — Queens Plaza (IND Queens Boulevard Line)
- Queens Plaza entrance from Google Maps Street View
- 41st Avenue entrance from Google Maps Street View （页面存档备份，存于）
- Entrance south of Queens Plaza from Google Maps Street View （页面存档备份，存于）
- Platforms from Google Maps Street View